# Tombaatar
Tombaatar is een uitgestorven zoogdier uit de familie Djadochtatheriidae van de Multituberculata. Dit dier leefde tijdens het Laat-Krijt in Centraal-Azië.  

## Fossiele vondsten
Fossielen van Tombaatar zijn gevonden in de Djadochtaformatie in Mongolië uit het Campanien.

## Kenmerken
Tombaatar was een middelgrote multituberculaat met een schedellengte van ongeveer 6 cm. 